# 田附政次郎
田附 政次郎（たづけ まさじろう、文久3年12月15日（1864年1月23日） - 昭和8年（1933年）4月26日）は、日本の近江商人、実業家。大阪紡績取締役。東洋紡・日清紡ホールディングス・江商（現・兼松）の設立に関与した。また、綿糸相場師として活躍し『田附将軍』と呼ばれた。「売りの田附」として有名。ニュース・キャスターの国谷裕子の曾祖父。

## 人物
文久3年（1864年）に近江国佐生村（後の滋賀県神崎郡五峰村佐生、神崎郡能登川町佐生を経て現・東近江市佐生町）に産まれる。船場八社の一つの田附商店を開業し、綿花取引や、綿業界をリードする存在であった。また、社会貢献として、京都大学に財団法人田附興風会、郷里の神崎郡五峰村に公益財団法人五峰興風会、帝塚山学院、大阪市に北野病院などを開設している。相場師としても、「売りの田附」として有名で、「知ったら仕舞い」等の格言を残している。二代田附政次郎は婿養子。三和銀行専務をへて、三和キャピタル相談役、大阪化成品取締役、いすゞ自動車監査役、帝塚山学院・北野病院理事の田附正夫（三代田附政次郎）は養子の長男、伊藤忠商事・丸紅創業者伊藤忠兵衛は叔父。1993年4月〜2016年3月までNHKの報道番組クローズアップ現代のキャスターだった国谷裕子は孫にあたる。

## 生涯

### 青年期まで
田附政次郎は、近江国佐生村（現・東近江市佐生町）に、田附甚五郎と妻せいの長男として、文久3年12月15日（1864年1月23日）に生まれた。兄弟としては弟に鉄次郎（後の外海鉄次郎）がいる。父甚五郎は呉服の行商を行い、母せいは麻布作りを行っていたと伝えられる。明治4年（1871年）病から長く伏せっていた父甚五郎が他界し、家業は姉の夫が継いだ。幼い兄弟は母の弟伊藤忠兵衛が保護者となり、政次郎は佐生の寺子屋に通い、11歳の時には助教として教師の手伝いを行うなど優秀な子供であったと伝えられている。
明治9年（1876年）、政次郎は叔父忠兵衛が経営する大阪本町の『紅忠』に丁稚として入った。明治11年（1878年）には故郷で呉服太物の行商を行い、明治21年8月（1888年）神崎郡南五個荘村（現東近江市）塚本次右衛門の三女とも子と結婚、翌明治22年（1889年）に木綿、ネルなどを扱う店を大阪市東区安土町に構えた。なお、大阪に開いた店は大阪三品仲買人に加入し、明治35年（1902年）に大阪本町に新たに店舗を新築し『田附商店』となり、綿糸問屋として船場8社の一つに数えられた。また、相場師政次郎の活躍の場となった。

### 金巾製織時代
明治23年（1890年）政次郎は大病に罹り、また子供が早逝するなど多難な時を迎えていたところ、10月叔父忠兵衛の紹介で、当時の滋賀県知事中井弘の強い薦めで阿部市郎兵衛・阿部市太郎・小泉新助・西川貞二郎・中村治兵衛等当時の近江商人の大物達が設立した金巾製織株式会社に入社し、一時退社したものの明治33年（1900年）には取締役に就任した。金巾製織で政次郎は阿部房次郎・藤井善助と共に大阪紡績との（明治39年（1906年）6月）合併、京都平安紡績所有工場の買収を行い、大阪紡績との合併（現東洋紡の母体）に伴い金巾製織は解散した（なお、政次郎・房次郎は引き続き大阪紡績取締役を務め、善助は監査役となった）。

### 江商設立
明治38年（1905年）京都平安紡績の工場買収に際して、伏見工場は金巾製織が買い受け、京都工場は匿名組合が設立され引き継ぐこととなった。この匿名組合は田附政次郎・阿部房次郎・藤井善助、滋賀県（現彦根市高宮）出身で輸入綿糸の仲立業等を行っていた北川与平の4人が中心になり出資し設立した。その後、北川が所有していた紡績工場と合併し『北川京都紡績所』とし、明治38年（1905年）12月匿名組合を江商合資会社に改編した。江商は大阪市東区に本社を置いた（この後、江商は昭和42年（1967年）兼松と合併、兼松江商（現兼松）となった）。
なお、大阪での活動とは別に故郷でも政次郎・房次郎・善助は様々な活動を共に行った。明治41年（1908年）には故郷に『神崎実業倶楽部』を設立し、明治41年5月の帝国議会衆議院議員選挙に藤井善助を擁立し当選させた。大正8年（1919年）には『日本カタン糸生産会社』を故郷神崎郡五峰村の能登川駅西側に設立し故郷の産業育成に尽くした（昭和4年（1929年）に湖東紡績会社と改名し、太平洋戦争前には従業員数千人を超える企業に成長したが、戦時下の企業統合により日清紡へ統合した）。
昭和8年（1933年）4月26日、兵庫県芦屋の伊藤邸で政次郎は心臓麻痺のため死亡した。終生俳句を趣味にしたと伝えられる。

## エピソード
須磨に病気静養中の伊藤忠兵衛は、度々甥である田附政次郎を静養先に呼び出した。忠兵衛はそこで「丸紅商店の店法について」政次郎に相談したと言われる。その様な時、政次郎は叔父に対し「店を多く作ったり、人を多く雇い養成することは下手だけど、金を多く作ることは叔父さんより余計に作るつもりだ」と語ったと伝えられている。
政次郎の盟友であった藤井善助は、「ベストと信じたことは邁進する人だったから、妥協性に乏しく、従って敵も多かった」と政次郎の事を語っている。

## 相場師『田附将軍』
田附政次郎は綿糸相場において活躍し、世の中から『田附将軍』と呼ばれた、売りを得意として勝ち抜いたと言われる。田附将軍は相場を行う上で幾つかの名言を残している。
- 『知ったら仕舞い』（周知の事実となった材料は妙味なく、相場にとって無意味なもの）[6]
- 『熟柿触るれば墜るほかなし』（赤く熟した柿はちょっとした事ですぐに落るように、行き過ぎた天井相場は小さな悪材料に反応して下げの連鎖がおきる）
- 『売るべし、買うべし、休むべし』（儲けやすい（判り易い）相場の時は、遠慮なく「売り」「買い」を仕掛けなければならないが、儲けにくい相場になった時は手仕舞い完全に休む）[6]

## 社会事業
神崎郡立神崎商業学校（現滋賀県立八日市南高等学校）
明治39年（1906年）6月、金巾製織が大阪紡績と合併した際、金巾製織が一旦清算されたため田附政次郎・阿部房次郎・藤井善助は退職金を得ることになった。そこで3人は退職金を出し合い『神崎郡に商業学校をつくる』資金とした。明治40年（1907年）2月『神崎実業学校』設置が許可され、翌6月校舎落成、明治43年（1910年）2月『神崎郡立神崎商業学校』（大正10年（1921年）県立に移行）に改名した。
帝塚山学院
大阪が発展する中、女子教育の場が少ない事から、大正5年（1916年）2月私立桃山中学校校長浅野勇と同校教員石谷熊吉は、大阪財界への協力を求め山田市郎兵衛、八木与三郎、山本藤助と田附政次郎に学院創設を提案した。政次郎等は喜んで協力を了承し、同年8月14日には、田附政次郎等5人が発起人となり、財団法人私立帝塚山学院の創設認可を文部大臣に出願し、12月21日に認可され、当初は小学部だけであったが翌年4月新入生を迎え新校舎完成後の5月『帝塚山学院開校式』を行った。その2年後には幼稚部、10年後の大正15年（1924年）に女学部（高等女学校）を開校。政次郎は亡くなる前まで理事として学校運営に協力した。
公益財団法人田附興風会
大正14年（1923年）10月10日、田附政次郎は『医学に関する総合研究を行い、もって学術、科学技術、文化の振興・発展に寄与することを目的』に公益財団法人田附興風会は設立、昭和3年（1928年）臨床医学研究所用病院（現田附興風会医学研究所北野病院）を開設した。
公益財団法人五峰興風会
田附政次郎一周忌には、公益財団法人五峰興風会が滋賀県神崎郡五峰村（神崎郡能登川町を経て現・東近江市）に設立され、政次郎の遺志を継承し故郷能登川の教育振興・自治発展・福祉向上に関する事業への支援・助成を行っている。

## 関連書籍
- 「綿業機界放言続話 綿業週報創刊二十週年記念」（田附政次郎著 田附商店 1925年）
- 「田附政次郎伝」（伊藤悌造編 田附商店 1935年）
- 「綿業機界放言集」（田附政次郎著 伊藤悌造編 田附商店 1936年）